# 15 a. C.
El año 15 a. C. fue un año común comenzado en martes, miércoles o jueves, o un año bisiesto comenzado en miércoles (las fuentes difieren) del calendario juliano. También fue un año común comenzado en lunes del calendario juliano proléptico. En aquella época, era conocido como el Año del consulado de Druso y Piso (o menos frecuentemente, año 739 Ab urbe condita). 

## Acontecimientos

### Hispania
- Augusto en Hispania; se reducen los contingentes militares de Hispania, destinando las legiones V Alaudae y VIIII Hispanica al limes del Rin.
- Entre este año y el 14 d. C., se fundan colonias. El 10 de junio del 15 a. C. se funda la ciudad de León. También se construyen calzadas como la Vía Augusta y se ejecutan grandes obras de infraestructura.[1]
- Se data el El bronce de Bembibre, también Edicto Imperial de Augusto o Tabula Paemeiobrigensis

### Roma
- Marco Livio Druso Libón y Lucio Calpurnio Pisón son cónsules romanos.
- Culmina la conquista de las tribus alpinas, empezada el año anterior.
- Nerón Claudio Druso decide mejorar el paso a través de los Alpes para el control militar a Nórico y Recia (moderna Austria). Construye la Vía Claudia Augusta a través de Italia.
- Trirremes romanas en el lago Constanza destruyen la flota de los vindelicios durante la campaña de Recia.
- Viena se convierte en una ciudad fronteriza (Vindobona) guardando el Imperio Romano contra las tribus germanas.
- Se funda Augsburgo como Augusta Vindelicorum, y se convierte en la capital de Recia Prima.
- Chur (Suiza) se convierte en la capital de la provincia romana de Recia.
- Hispania romana: César Augusto visita las provincias. Las fronteras provinciales se reorganizan. Se reduce el ejército de ocupación.[2]

## Nacimientos
- Germánico, general romano.

## Fallecimientos
- Propercio, poeta lírico latino.
- Vitruvio